# Valom (Groningen)
Valom – wieś w Holandii, w prowincji Groningen, w gminie Eemsmond. 